# 1300
1300 (MCCC) fue un año bisiesto comenzado en viernes del calendario juliano.
Es el año 1300 de la era común y del anno Domini, el año 300 del segundo milenio, el centésimo y último año del siglo XIV, y el primer año de la década de 1300. 

## Acontecimientos
- 22 de febrero: El papa Bonifacio VIII convoca el primer Año Santo de la historia de la Iglesia.
- 8 de mayo: Se funda la ciudad de Villajoyosa , en la Provincia de Alicante.
- 15 de junio: Se funda la ciudad de Bilbao.
- Se produce la batalla de Gagliano.

## Nacimientos
- Guillaume de Machaut

## Fallecimientos
- Mercadera de Perelada, heroína catalana.